# مطرقة
المِطرَقة (الجمع: مَطَارِق) هي أداة تستخدم لإيصال قوة صدم للأشياء. تستخدم المطارق عادة لدسر المسامير، أو لتوفيق الأجزاء، أو لتشكيل المعادن، أو لتحطيم الأجسام. غالباً ما يتم تصميم المطارق لغرض محدد، ولذا تختلف فيما بينها في الشكل والبنية. وتستخدم لفظة «المطرقة» أيضاً لتسمية بعض الآليات التي تصمم لإيصال الطرقات، على سبيل المثال، آلية كبسولة الرتاج في الأسلحة النارية.
المطرقة هي الأداة الأساسية في العديد من المهن. وتكون المعالم المعتادة في المطرقة هي المقبض والرأس، مع تركز معظم الوزن في الرأس. ويستند التصميم الأساسي للمطرقة على الاستعمال اليدوي، ولكن هناك أيضاً العديد من النماذج التي تستند إلى التشغيل الميكانيكي، مثل مطارق البخار، للاستخدامات الثقيلة.

## لمحة تاريخية

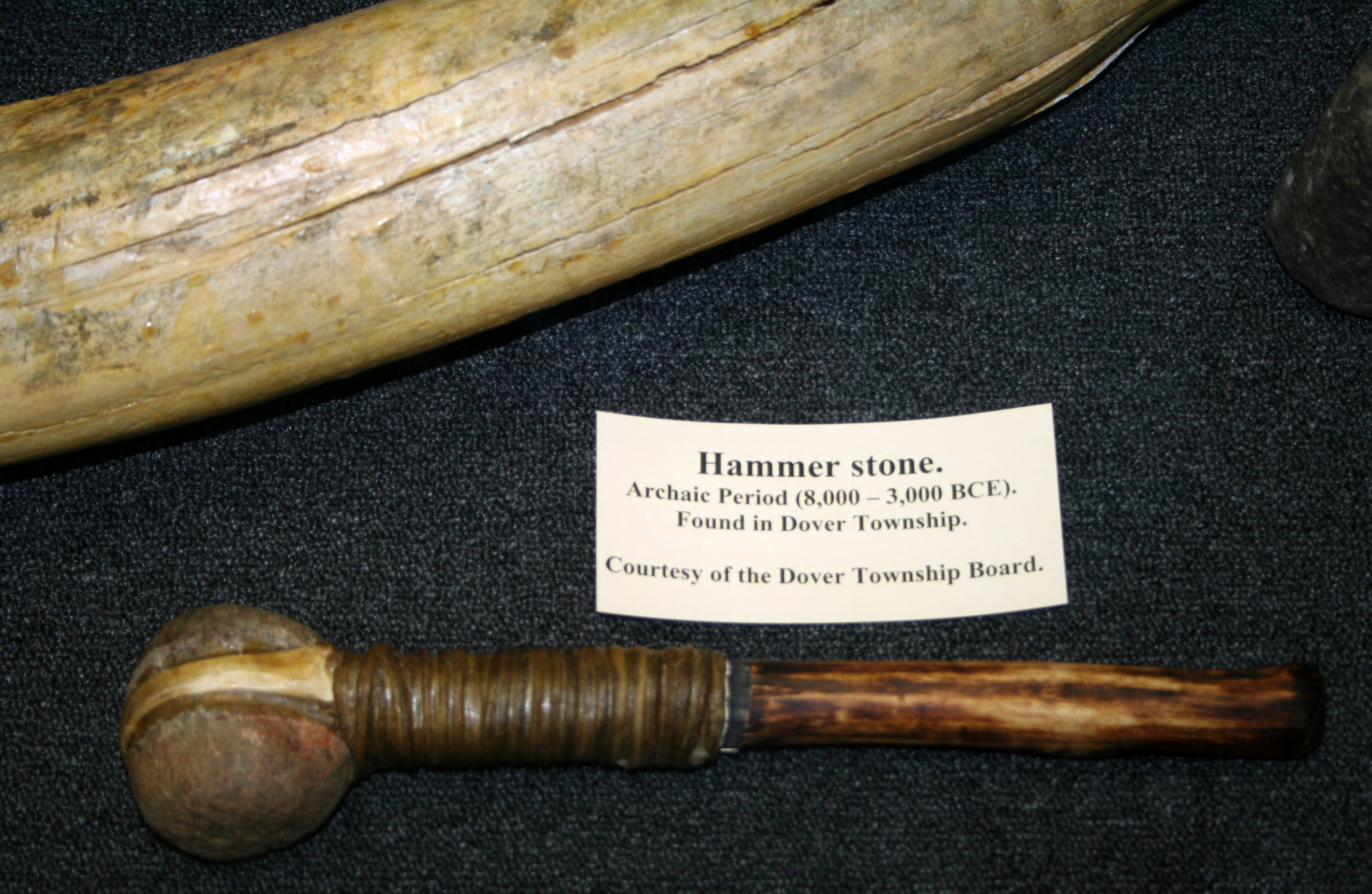
مطرقة صخرية بدائية.

يعود استخدام المطارق البسيطة إلى حوالي 3.3 مليون سنة وفقًا لاكتشاف عام 2012 الذي أجرته سونيا هارماند وجيسون لويس من جامعة ستوني بروك ، اللذان اكتشفوا أثناء التنقيب في موقع بالقرب من بحيرة توركانا في كينيا رواسبًا كبيرة جدًا من الأحجار ذات الأشكال المختلفة بما في ذلك تلك المستخدمة لضرب الخشب أو العظام أو الحجارة الأخرى لتفكيكها وتشكيلها. تم صنع المطارق الأولى بدون مقابض. تم استخدام الحجارة المثبتة على العصي بشرائط من الجلد أو عصب الحيوانات كمطارق بمقابض بحلول حوالي 30000 قبل الميلاد خلال منتصف العصر الحجري القديم. أعطت إضافة المقبض للمستخدم تحكمًا أفضل وأقل حوادث. وأصبحت المطرقة الأداة الأولى. تستخدم للبناء والغذاء والحماية

## التصاميم والاختلافات

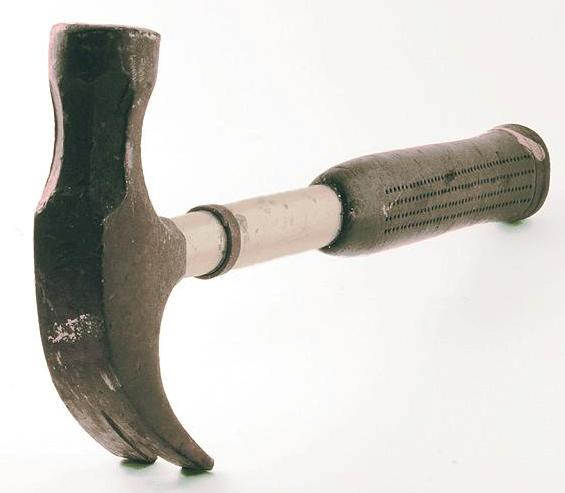
مطرقة بمخلبين
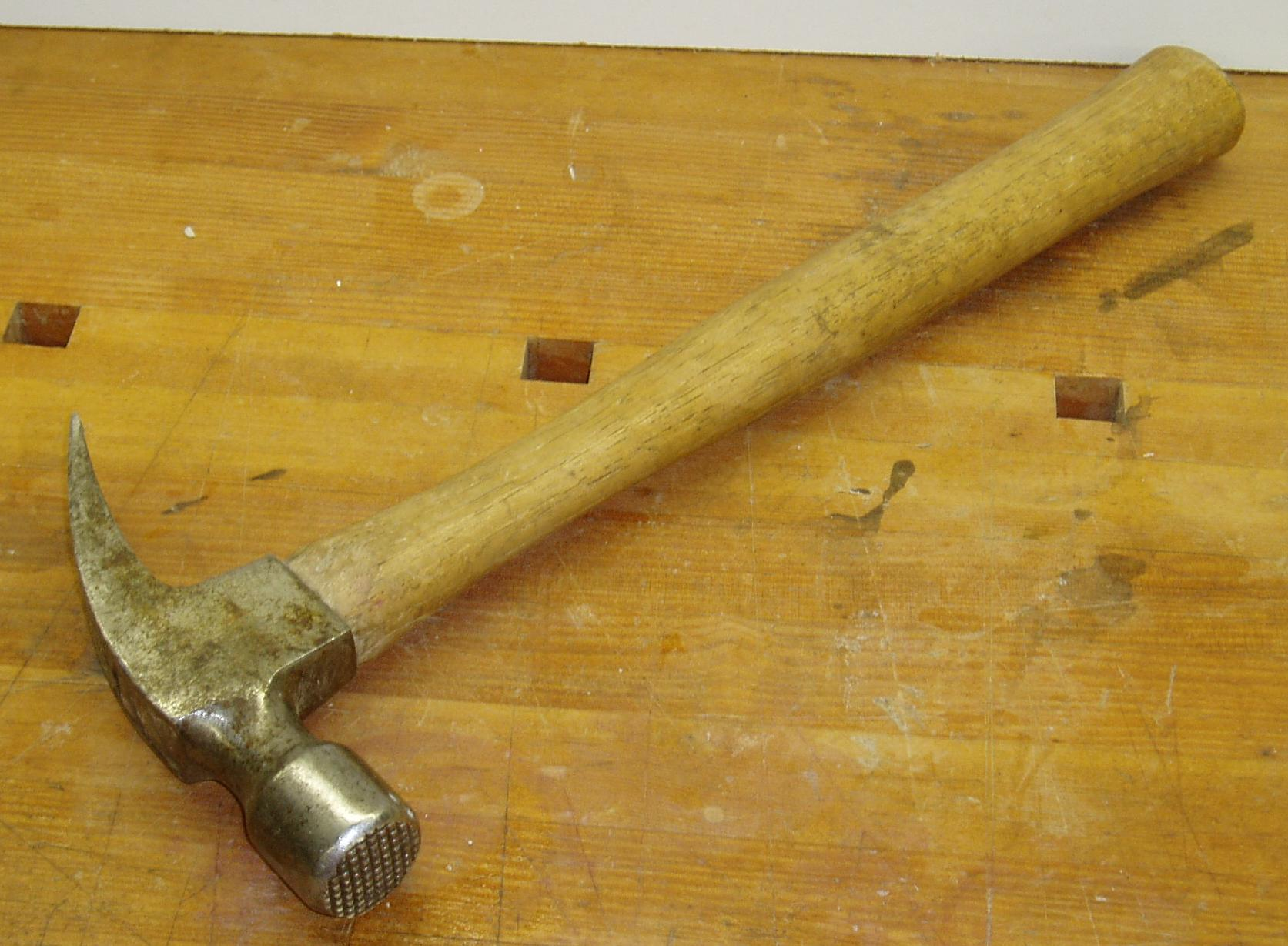
مطرقة بروزة
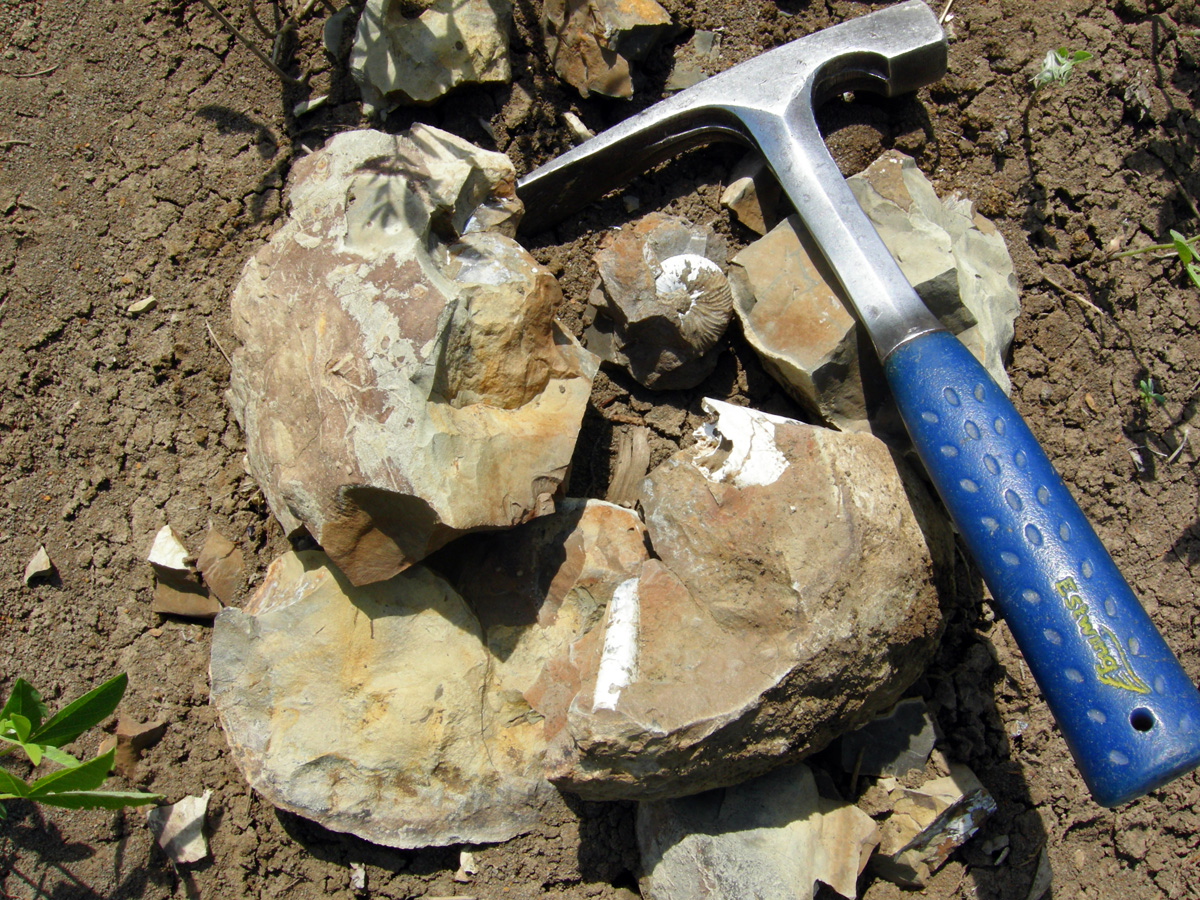
مطرقة تكسير
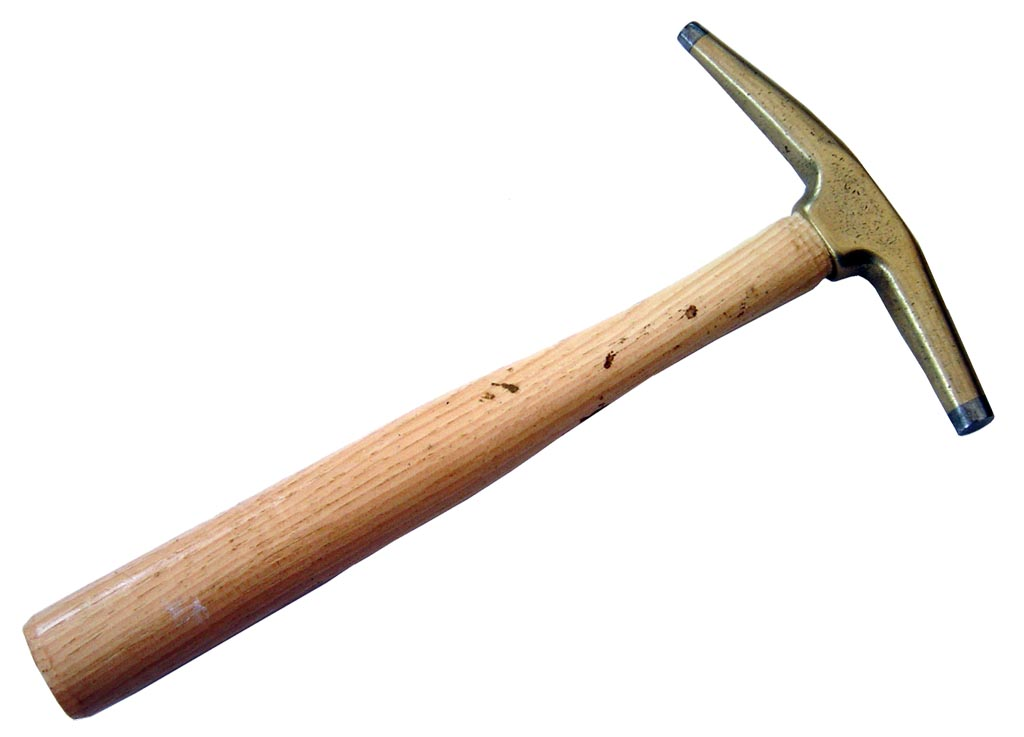
مطرقة تنجيد
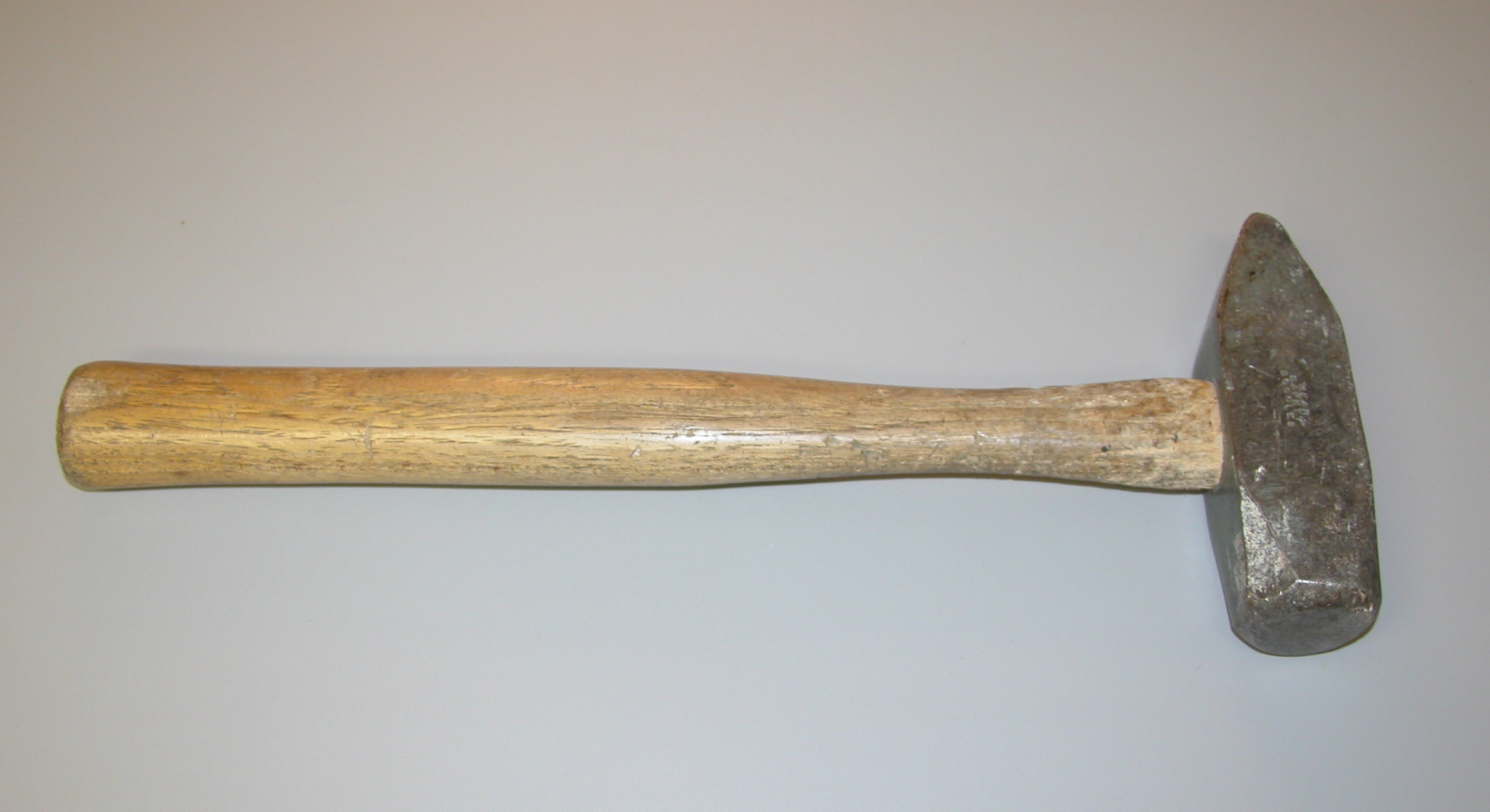
Cross-peen hammer
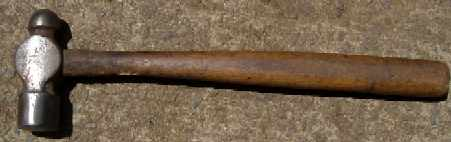
Ball-peen hammer
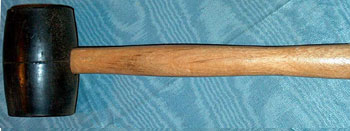
مطرقة مطاطية
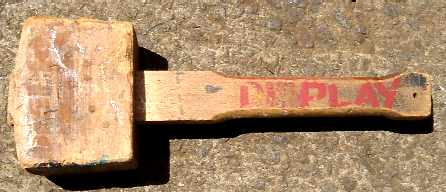
مطرقة خشبية
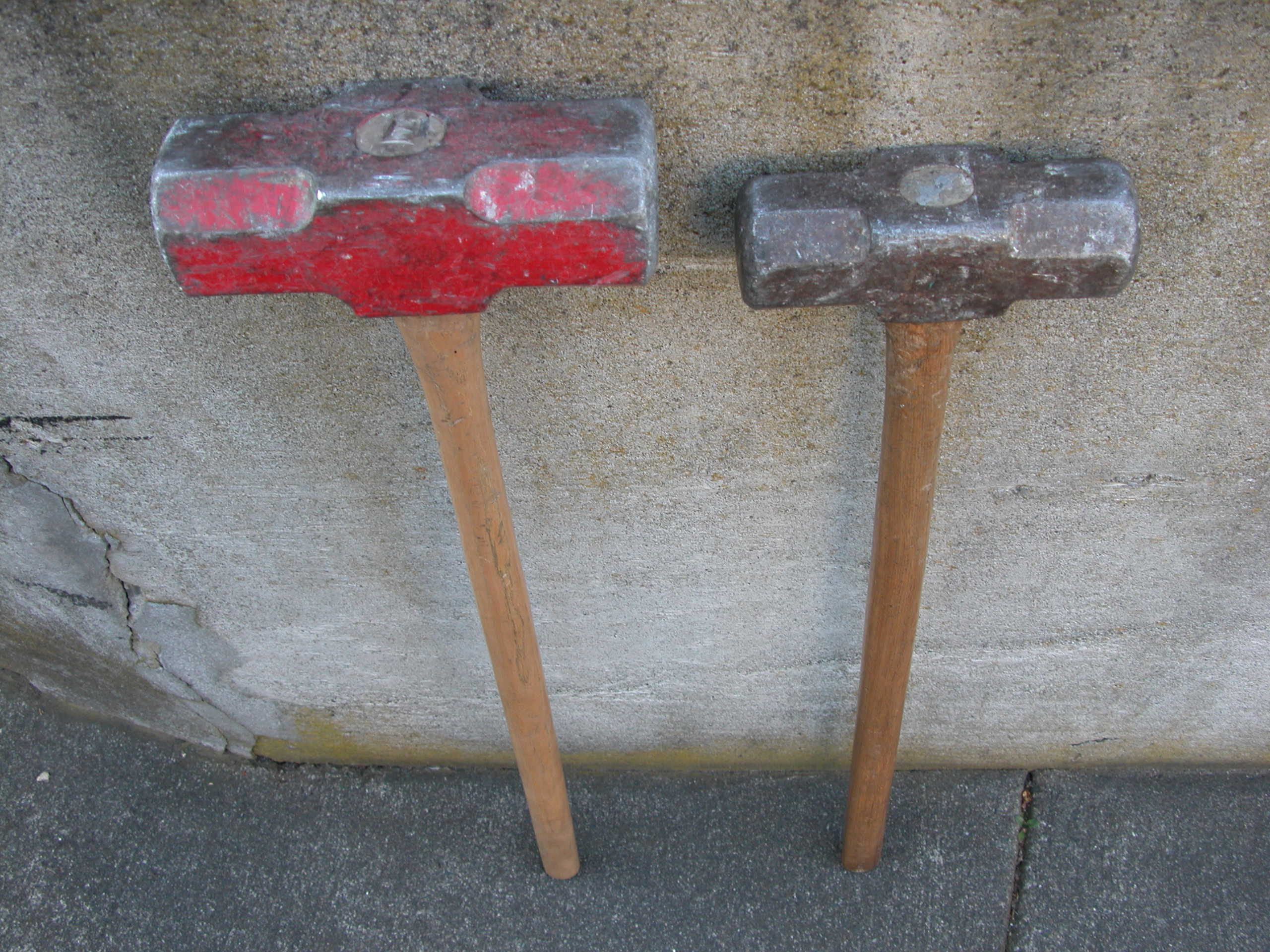
إرزبة، الكبيرة (9.1 كغم) والأخرى (4.5 كغم)

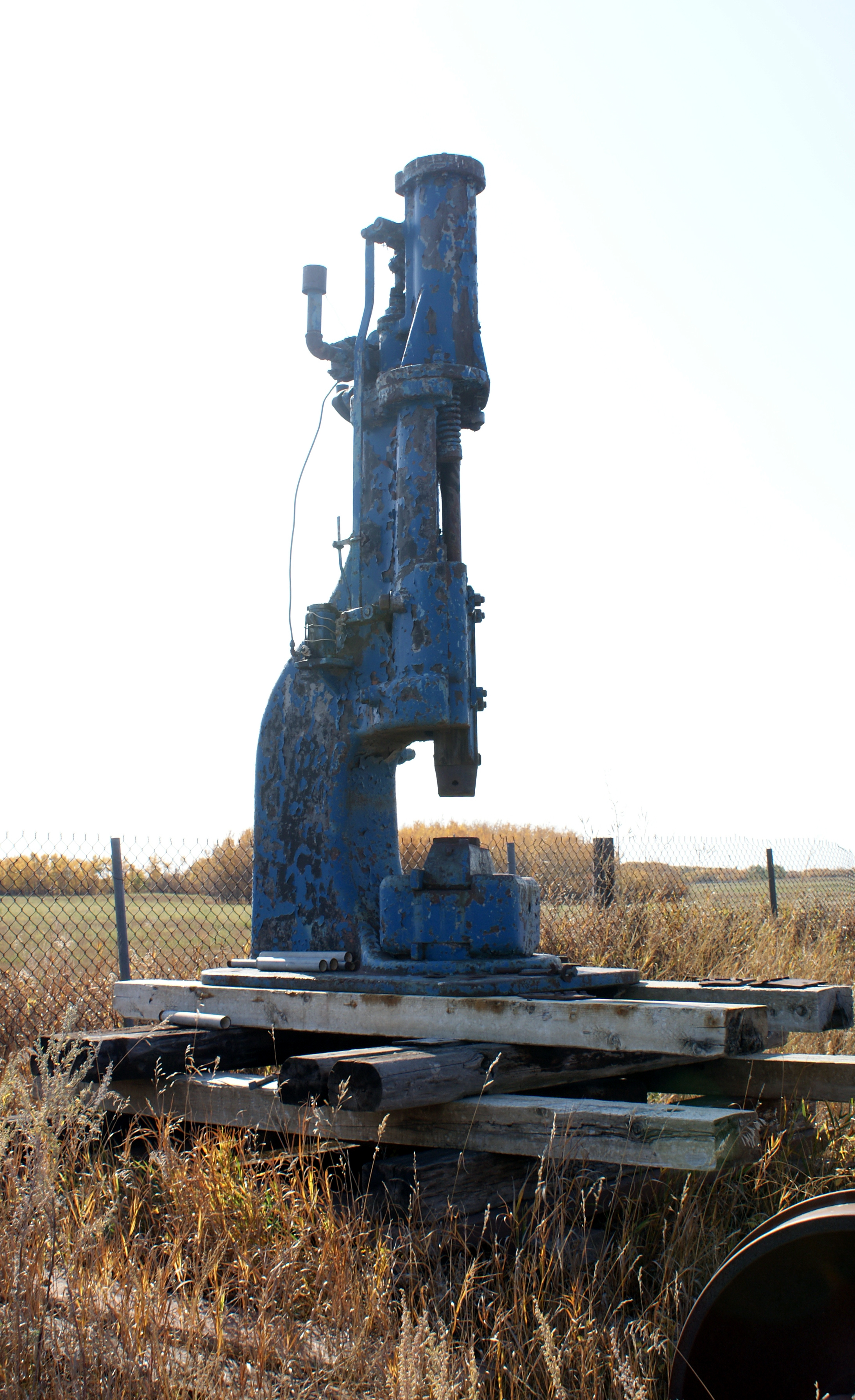
مطرقة ميكانيكة القوة

## في الحروب
المطرقة هي أداة أساسية للكثير من المهن، ويمكن أيضاً أن يستخدم كسلاح.

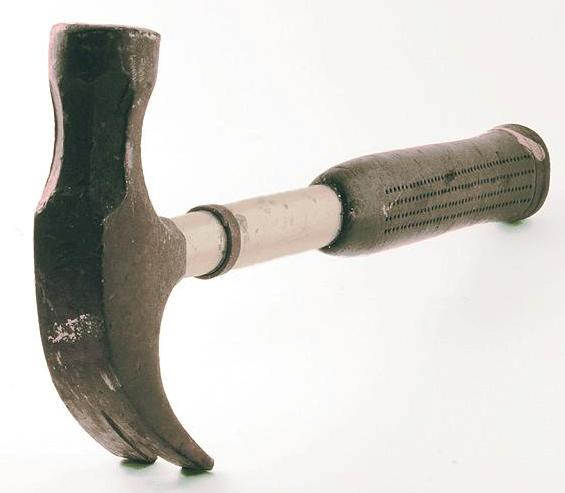
مطرقة حديثة

## وصلات خارجية
- Hammer types نسخة محفوظة 2 يوليو 2009 على موقع واي باك مشين. images and descriptions.
- The Hammer Museum